# Agromyza brachypodii
Agromyza brachypodii är en tvåvingeart som beskrevs av Griffiths 1963. Agromyza brachypodii ingår i släktet Agromyza och familjen minerarflugor. Inga underarter finns listade i Catalogue of Life.